# Консоль (станция метро)
«Консоль» (кор. 건설 — Строительство) — станция Пхеньянского метрополитена. Расположена на линии Хёксин между станциями «Хёксин» и «Хвангымболь».
Открыта 6 октября 1978 года в составе второго участка линии Хёксин «Хёксин» — «Хвангымболь».